# 琴線感覚
『琴線感覚』（きんせんかんかく）は、2008年4月8日から2009年3月25日まで日本テレビ及び一部系列局で放送されていたミニ番組である。

## 概要
- 当番組の内容は、実質的には番組宣伝である。

## 内容
- 番組前半はタレントや俳優・女優へのインタビュー、後半は番組宣伝である。

## 放送時間
- 毎週火曜日・水曜日の11時25分から11時30分。
- なお、2008年4月から該当時間は、ローカルセールス枠に変更されたため、ネット局は前番組よりも減った。

## ナレーション
- 延友陽子（日本テレビアナウンサー）

## ネット局
- 日本テレビ（NTV・製作局）
- 青森放送（RAB）
- 山形放送（YBC）
- テレビ新潟（TeNY）
- テレビ金沢（KTK）
- 静岡第一テレビ（SDT）
- くまもと県民テレビ（KKT）